# 阿拉茲

阿拉茲或阿拉茲汗 （土耳其語: Alaz, 阿塞拜疆語: Alaz） 是突厥與土耳其神話中的火神 。也稱為 Alas-Batyr 或者 Alaz Khan. 他是凱拉(突厥神話)（Kayra）的兒子，也是重要的民族信仰之神。

## 紀載
阿拉茲的形象是一個手拿火炬的老人，他住在大火裡（ Ulugh Od  ，土耳其語; Uluğ Od, 意思是大火）. 他身穿火焰的衣服，擁有火的力量. 生氣時會造成火災。
阿拉茲能控制所有的火爐和爐灶，他會給每個火爐一個意（ İye） 保護靈魂和心靈 ,突厥神話中的祂同時擁有火的破壞性和淨化的能力。

## 土耳其文化的火焰信仰
根據突厥古老的傳統和見解，火是一種神聖的現象，可以淨化一切，包括靈魂和心靈。人們不論在家庭或生活都崇拜火焰。他們認為在火焰中有一個保護人的靈魂，但如果他生氣，那將會給予災難。如果對火焰不敬，火可能會熄滅。因此在突厥神話或蒙古神話的口述歷史中提到當任何人對火焰不敬時會有可怕的懲罰。

## 詞源
阿拉茲（Alaz）或亞拉茲（Yalaz） 一詞的意思在土耳其語為火的意思。詞根是Al。這個詞根有紅色或捕獲的意思。
土耳其傳統認為他和波斯語的火焰 （Alaw, Alav, Alev）有關。

## 其他名稱
這些名稱都是指火焰或火 : Yalın （Yalgın, Yalkın）, Andar （Andır）, Cahın （Çahın, Çakın）, Gal （Qal, Xal）, Kalçan, Sahaday.

## 外部連結
- Sibirya Türklerinde Ateş İnançları, İbrahim Dilek